# 億兆安撫国威宣揚の御宸翰
億兆安撫国威宣揚の御宸翰（おくちょうあんぶこくいせんようのごしんかん）とは、1868年4月6日（明治元年3月14日）、五箇条の御誓文の皇誓に際し、これに附して明治天皇が全国民に対して下した言葉。

## 概説

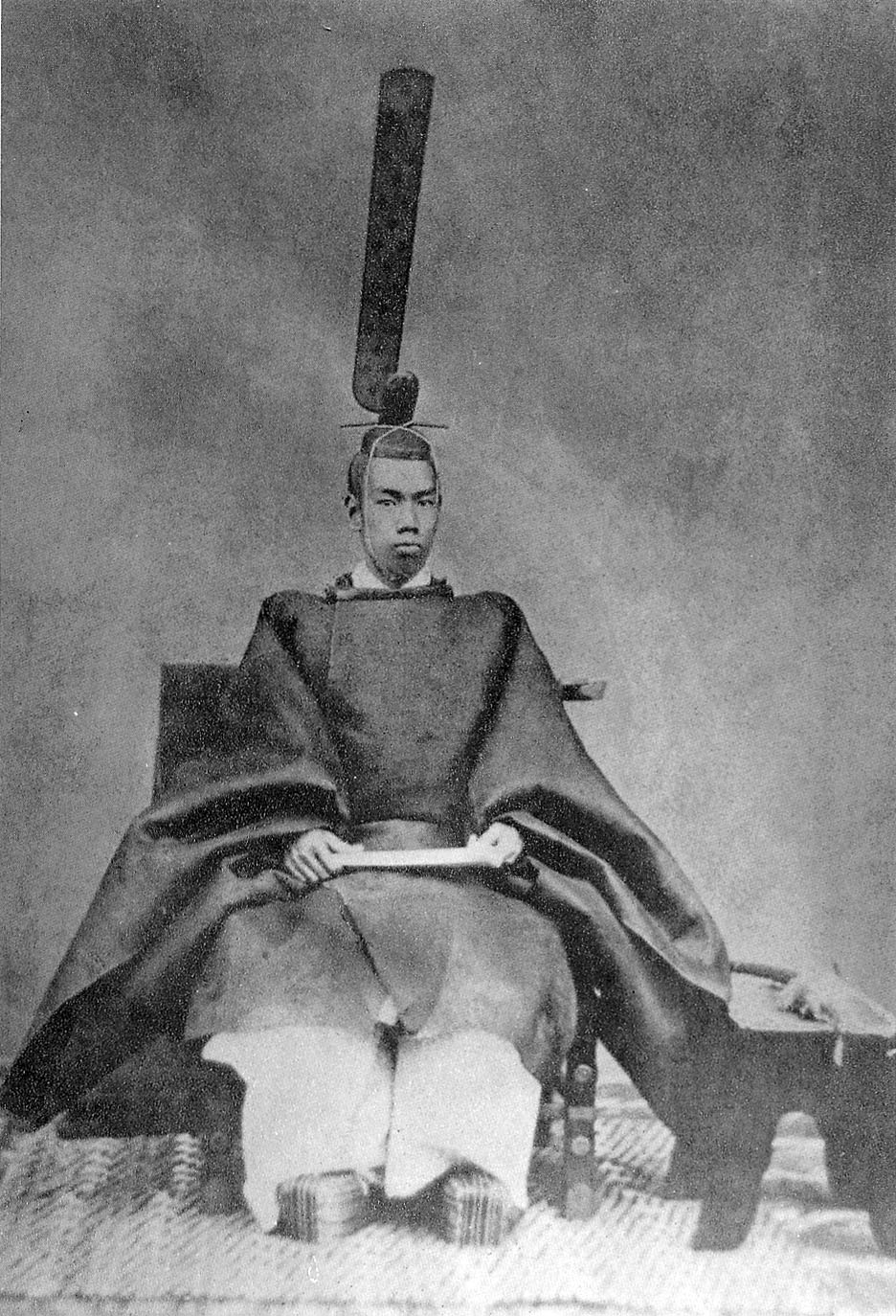
明治天皇

五箇条の御誓文が「戊辰の皇誓」と呼ばれ、皇祖神に対して誓ったものであるのに対して、これはその時、臣下である全国民に向けて下した言葉である。
文言の「億兆」とは国民全体のことであり、天皇は「天下億兆、一人も其処を得ざる時は、皆朕が罪なれば」と述べて、過去に摂関政治、武家政権へ政治を任せてきた事への反省の弁と、神州（日本）の将来の為に一大改革を成し遂げるとの決意と責任感を示した。
（原文の詳細は自由民権運動の項を参照）
五箇条の御誓文が由利公正らの草稿によって用意されたものであるのに対して、この御宸翰は「幼弱」で実績のないまま皇位を践み、日々の生活の中で苦悩していた事などを吐露し、また、永く天皇親政でなかった一因も天皇側にあると反省の弁が語られているなど、終始、謙った文言で国民へ語りかけるもので、異色の特徴を有する。

## 御宸翰の影響
この「御宸翰」は「戊辰の皇誓（五箇条の御誓文）」と共に、当時の人々の心に計り知れない影響を与えた。維新の元勲であった板垣退助は特に顕著で御宸襟を拝し感涙。明治6年（1873年）、征韓論争に敗れてからは、天皇は「君主と臣下の意識間隔を矯正しようとされておられ」さらに「広く会議を興し万機公論に決すべし」と皇祖皇宗の神霊に誓ったのであるから、有司専制を除去し「皆で相談して私的解釈を捨て、公義を取り、天皇を扶翼して国家を経綸」する為の国会を開設するに如かずと述べ、有志と謀って民撰議院設立建白書を左院へ提出した。

## 自由民権運動への発展
日本における自由民権運動は、板垣退助が億兆安撫国威宣揚の御宸翰の意を拝し尊皇思想を基礎とし、明治天皇の五箇条の御誓文を柱として発展したもので、世界の自由主義思想とは潮流を異にする。特に御誓文の第一条「広く会議を興し万機公論に決すべし」の文言は重視され、国会開設および憲法制定の根拠とされた。自由民権家が例外なく尊皇家であったのは、その主導者である板垣の影響が大きい。板垣は「君主」は「民」を本とするので、「君主主義」と「民本主義」は対立せず同一不可分であると説いた。これらの論旨の説明には「天賦人権説」がしばしば用いられたが、単なる海外思想の翻訳ではなく日本独自の特色を有した。東北地方では河野広中、北陸では杉田定一、九州では頭山満らが活躍したが、初期において自由民権運動に参加した者は、いずれも板垣の薫陶を受けたものから派生している。

## 補註
1. ↑  日本法令索引
2. 1 2  “『板垣精神』”.   一般社団法人 板垣退助先生顕彰会 (2019年2月11日). 2020年11月1日閲覧。
3. ↑  『立國の大本』板垣退助著による。
4. ↑  『億兆安撫國威宣揚の(明治天皇)御宸翰』早稲田大学所蔵
5. ↑  『億兆安撫國威宣揚の御宸翰謹解』髙岡功太郎現代語訳、一般社団法人板垣退助先生顕彰会
6. ↑  『自由黨史』板垣退助監修
7. 1 2  『我國憲政の由來』板垣退助著(所収『明治憲政経済史論』国家学会編、東京帝国大学)
8. ↑  鈴木安蔵は「板垣(退助)君並に立志社先輩諸氏は武士階級の教育を受け育った人々であり、彼等の述べるところの自由主義とは『泰西大家の新説』と日本文化によって醸熟された武士道精神の融合により誕生したものである」とする。
9. ↑  『立国の大本』板垣退助著、第三章・君民二致なし「元來、世の聵々者流は、君主々義といひ、民本主義といふが如く、各其一方に偏し、始めより兩者を相對立せしめて議論を立つるが故に、理論上兩者相敵對するが如き形を生じ、其爭の結果、社會の秩序を紊亂するに至る也。抑も予(板垣退助)の見る所を以てすれば、君主と人民とは決して相分つべきものにあらず。何となれば君主といひ人民といふも、決して單獨に存在するものにあらずして、人民ありての君主、君主ありての人民なるを以て也。則ち既に君主といふうちには、人民の意志の綜合、換言すれば輿論の結晶體といふ意味が含まれ、人民といふうちには又た之を統治して其秩序を維持する所の、最高權を執る者の存在すといふ意味が含まる。是故に民無くして君在るの理無く、人民無きの君主は一個の空名たるに過ぎず。(中略)專制君主と雖も其理想は實に人民を撫育し、其安寧幸福を求むるに在り。是故に君主と人民とは二にあらずして一也。決して始めより相敵對すべき性質のものにあらず。兩者は始めより其目的を同うし、利害を齊うせるものにして、恰も唇齒輔車の關係に在り。(中略)君主々義の神髓は卽ち取りも直さず民本主義の神髓たる也。(中略)君主々義といひ若くは民本主義と稱して、互に相爭ふが如きは、抑も誤れるの甚だしきものにして、君民は同一の目的を以て相契合融和し、共同して經綸を行ふべきものたることを知るに難からざるべし。而かも特に我邦の體制に於ては、君民の關係は恰かも親子の關係の如く、先天的に既に定まり(中略)我邦に於ては建國の始めより、君民一體にして、君意と民心は契合して相離れず。之が爲めに我邦に在ては毫も禪讓若くは選擧の形式を躡むの必要無く、人民の總意、輿論は直ちに君主によりて象徴せられ民意は卽ち君意、君意は卽ち民意にして君民は一にして決して二致無き也」より。
10. ↑  坂野潤治・田原総一朗『大日本帝国の民主主義』小学館,2006年,190頁